# Wiktor Schramm
Wiktor Franciszek Schramm (ur. 27 czerwca 1885 w Olchowej, zm. 16 stycznia 1958 w Poznaniu) – rolnik ekonomista, historyk gospodarki, profesor Uniwersytetu Poznańskiego i Wyższej Szkoły Rolniczej w Poznaniu, major intendent dyplomowany Wojska Polskiego.

## Życiorys
Wiktor Schramm urodził się w Olchowej (ówczesny powiat liski) w majątku rodziców Juliana, chemika, profesora Uniwersytetu Jagiellońskiego oraz Józefy z Buglów (1857–1942). Jego siostrą była malarka Helena Schrammówna. W latach 1904–1911 kształcił się w gimnazjum klasycznym św. Anny w Krakowie. Na Uniwersytecie Jagiellońskim studiował rolnictwo, nauki historyczne, ekonomiczne, filozofię oraz socjologię uzyskując w 1907 roku dyplom inżyniera rolnictwa. W późniejszym okresie administrował majątkiem ordynacji przeworskiej i pisząc artykuły do gazet rolniczych. W Czernichowie od 1913 do 1918 roku pracował jako wykładowca. Od października 1915 roku do końca stycznia 1917 roku, w stopniu podporucznika, był komendantem Urzędu Prowiantowego Legionów Polskich. Służył w sztabie II Brygady. Rozporządzeniem Ministerstwa Obrony Krajowej z 17 stycznia 1917 roku został urlopowany w celu objęcia obowiązków w czernichowskiej szkole rolniczej.
Na podstawie pracy Powiat liski, kolonizacja i stosunki gospodarcze do początku XVII wieku w 1917 roku uzyskał doktorat. Po odzyskaniu przez Polskę niepodległości został przyjęty do Wojska Polskiego. Służył jako kierownik sekcji żywnościowej w Ministerstwie Spraw Wojskowych, a we wrześniu 1919 roku opuścił wojsko w stopniu majora. Zweryfikowany 9 listopada 1920 w tym stopniu ze starszeństwem z dniem 1 czerwca 1919 roku w korpusie oficerów intendentów.
W strukturze Uniwersytetu Poznańskiego został powołany na Katedrę Ekonomii Rolniczej na Wydział Rolniczo–Leśny i uruchamiając oraz wyposażając Zakład Ekonomii Rolniczej. Pracował również w Bydgoszczy, gdzie był wykładowcą na Akademii Rolniczej w latach 1919–1920. Rok później habilitował się w Poznaniu, a tytuł profesora nadzwyczajnego otrzymał w 1922 roku oraz w 1929 roku zwyczajnego. Na Wydziale Rolniczo-Leśnym w latach 1923–1924 pełnił funkcje dziekana oraz prodziekana w latach 1924–1925 i jako delegat kandydował do Senatu uczelni. Założył i redagował „Roczniki Nauk Rolniczych i Leśnych” od 1923 do 1948 roku. W Paryżu powołano Mieszany Trybunał Polsko-Niemiecki w której Schramm od 1925 roku był rzeczoznawcą polskim w Międzynarodowej Komisji Ekspertów. 
W okresie II Rzeczypospolitej wybudował w Olchowej polską szkołę i kaplicę. W rodzinnej wsi przebywał podczas okupacji. Następnie na początku 1945 roku powrócił do Poznania i na UP zaczął odbudowywać Zakład Ekonomii Rolniczej, będąc prorektorem w latach 1946–1947. Od 1950 roku będąc emerytem pracował w Instytucie Przemysłu Włókien Łykowych i powrócił do WSR w roku 1957 na swoją Katedrę.

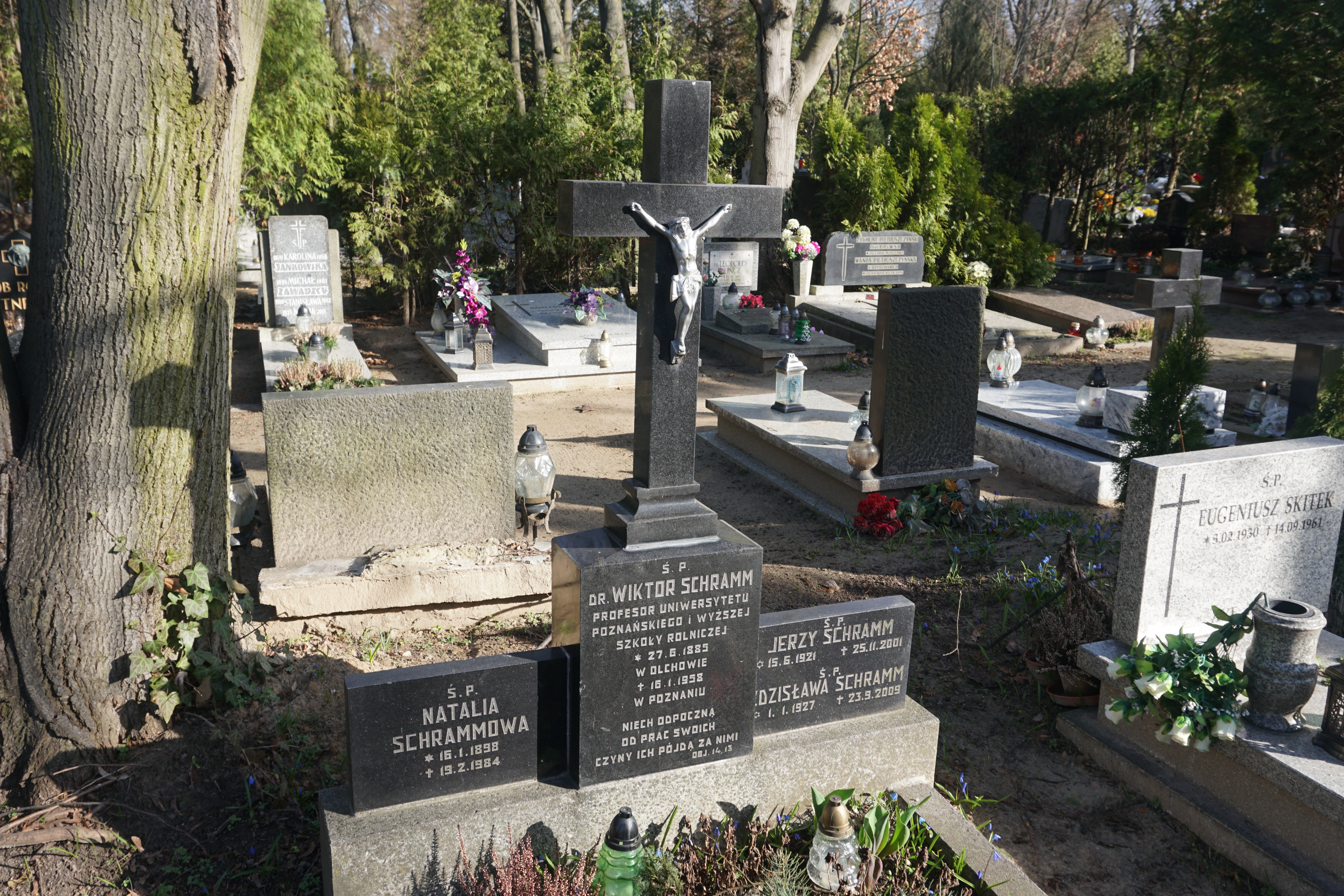
grób prof. Wiktora Schramma na Cmentarzu parafialnym św. Jana Vianneya w Poznaniu

Zmarł 16 stycznia 1958 roku w Poznaniu i pochowany został na Cmentarzu parafialnym św. Jana Vianneya (kwatera św. Barbary-26-5).
Od 1919 roku jego żoną była Natalia z Kurnatowskich z którą miał trzech synów: Ryszarda Wiktora (1920–2007), biochemika, profesora UAM, taternika), Jerzego Tadeusza (ur. 1921) i Janusza Henryka (ur. 1924). Jego wnuk prof. Tomasz Schramm jest historykiem.
Jego zasób naukowy posiada ok. 160 pozycji w których znajdują się: teoria ekonomii rolniczej, ekonomii rolniczej opisowej, badań cen gospodarstw i ich części składowych oraz rachunkowości rolniczej, organizacja i metodyka nauczania uniwersyteckiego, historia gospodarki, nauk przyrodniczych i etnografii. Był autorem pracy pt. Zsuwiska stoków górskich w Beskidzie. Wielkie zsuwisko w lesie Duszatyn Ziemi Sanockiej z 1925.

## Ordery i odznaczenia
- Krzyż Komandorski Orderu Odrodzenia Polski (10 listopada 1928)[11]